# Älvsbyn
Ävsbyn – miejscowość w północnej Szwecji, nad rzeką Piteälven. Siedziba gminy Älvsbyn. W roku 2017 miasto miało 5070 mieszkańców. Nazywane jest "Perłą Norrbotten″.
Znajduje się na linii kolejowej Główna linia przez Górny Norrland łączącej Sztokholm, z Boden.

## Turystyka
W ostatnich latach Älvsbyn rozwinęło się w ośrodek turystyczny oferujący zajęcia rekreacyjne od raftingu po spadochroniarstwo. W pobliżu Älvsbyn znajduje się rezerwat Storforsen, który co roku przyciąga tysiące turystów. Na obszarze rezerwatu znajdują się największe nieuregulowane kaskady w Europie Północnej. 

## Gospodarka
Poza turystyką, popularne jest rybołówstwo. W mieście obecne są dwie duże fabryki szwedzkie, piekarnia Polarbröd i firma budowlana Ęlvsbyhus. 

## Galeria

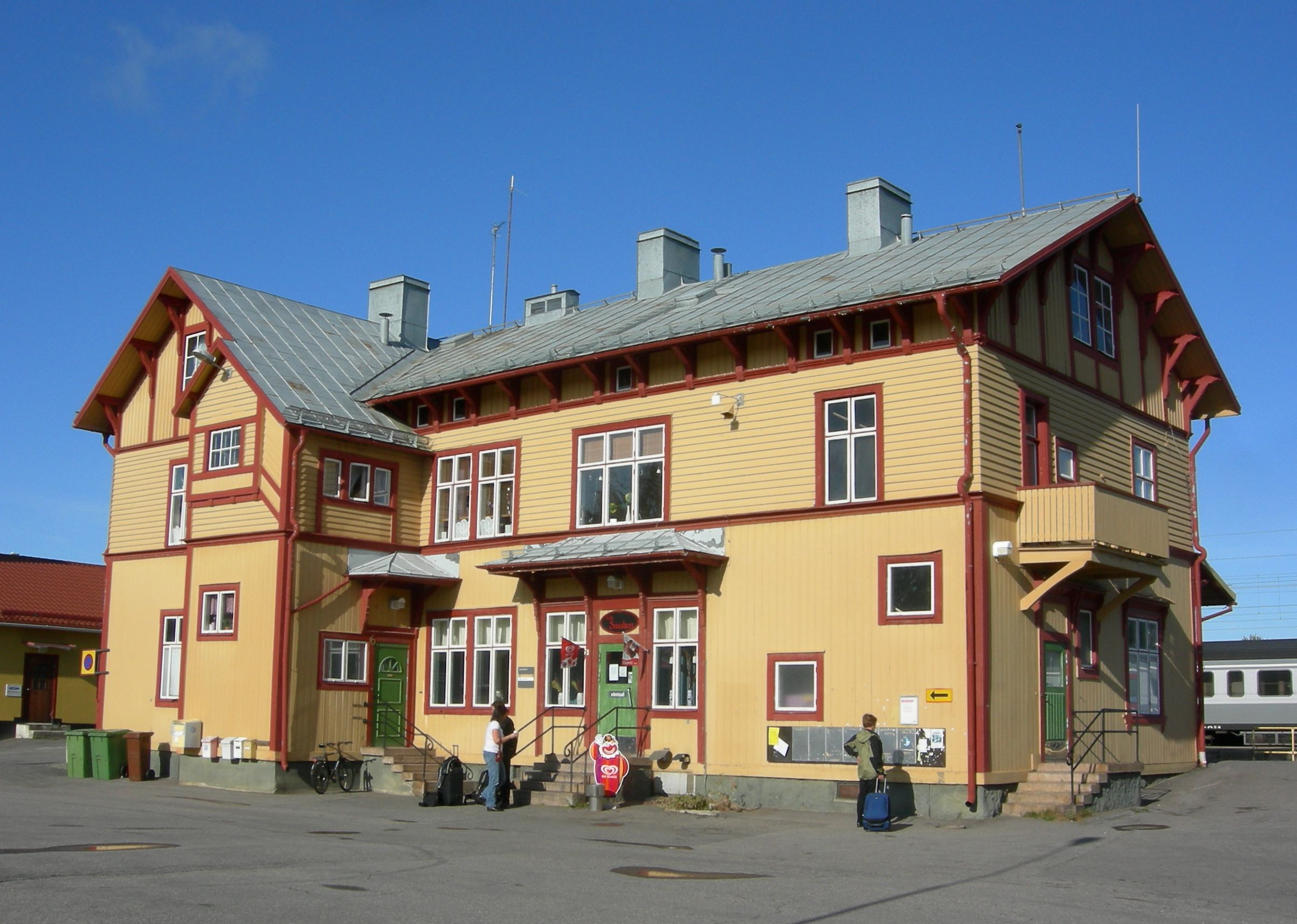
Stacja kolejowa.
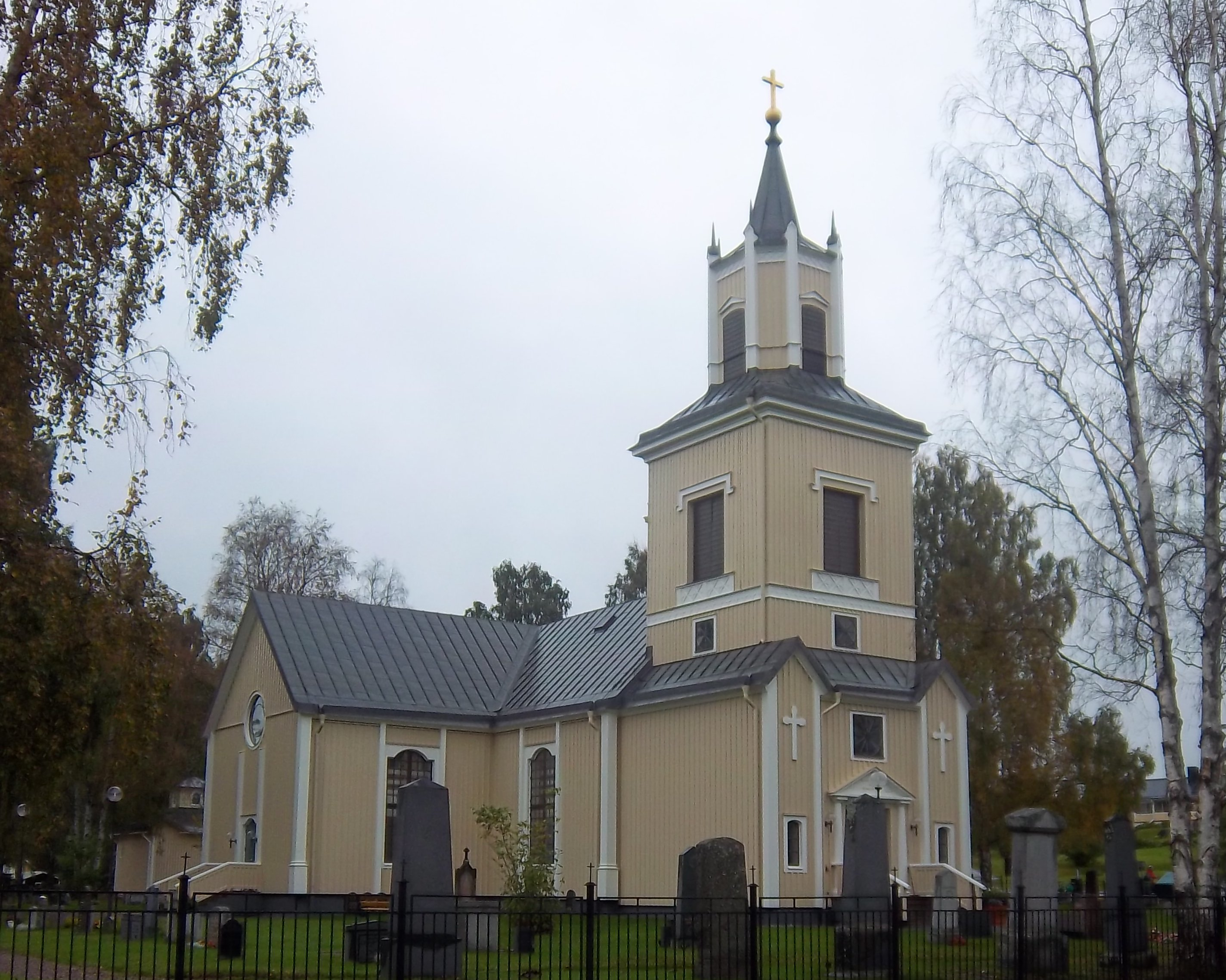
Kościół luterański w Älvsbyn zbudowany w latach 1808-1813.
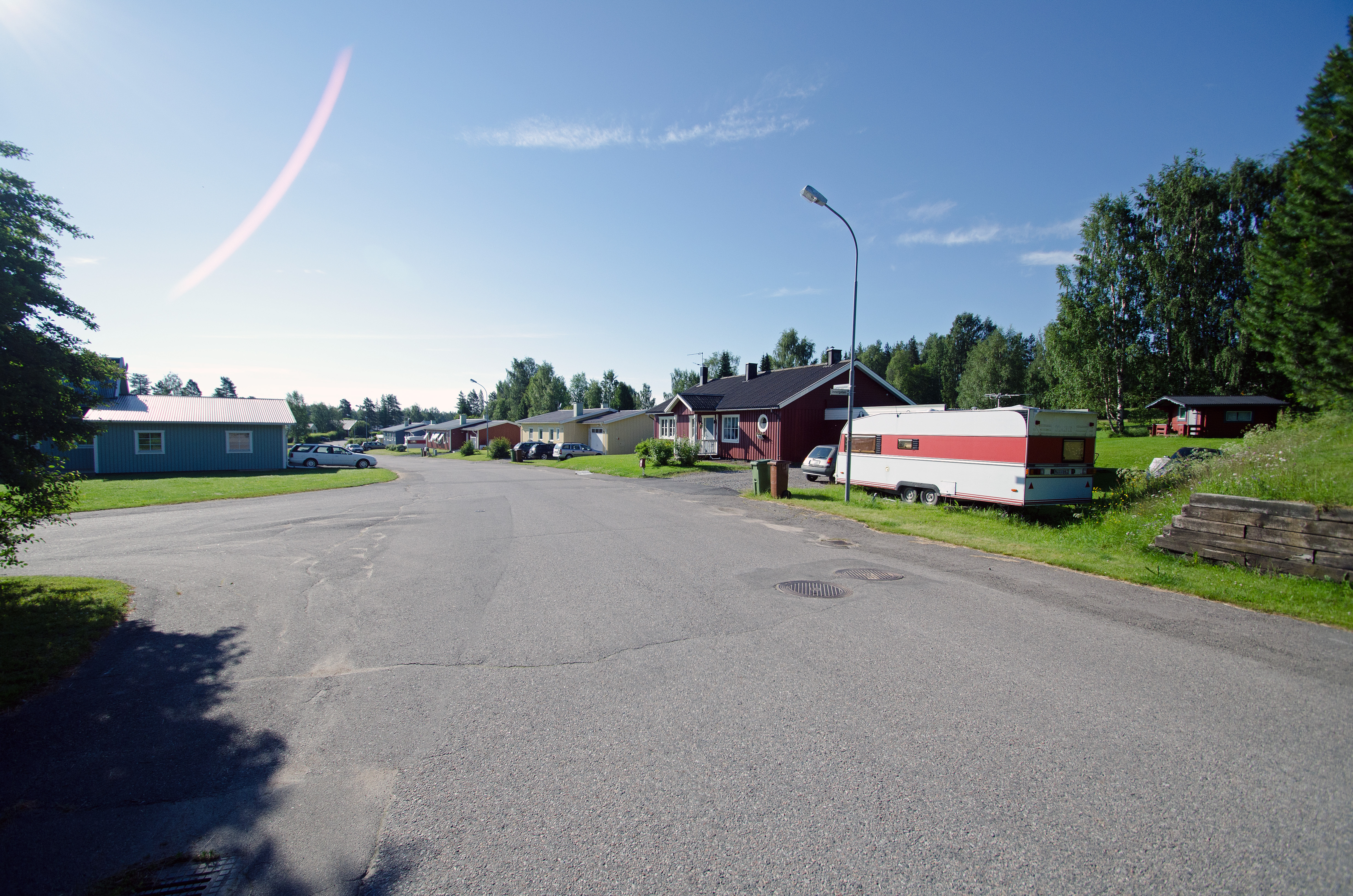
Osiedle.
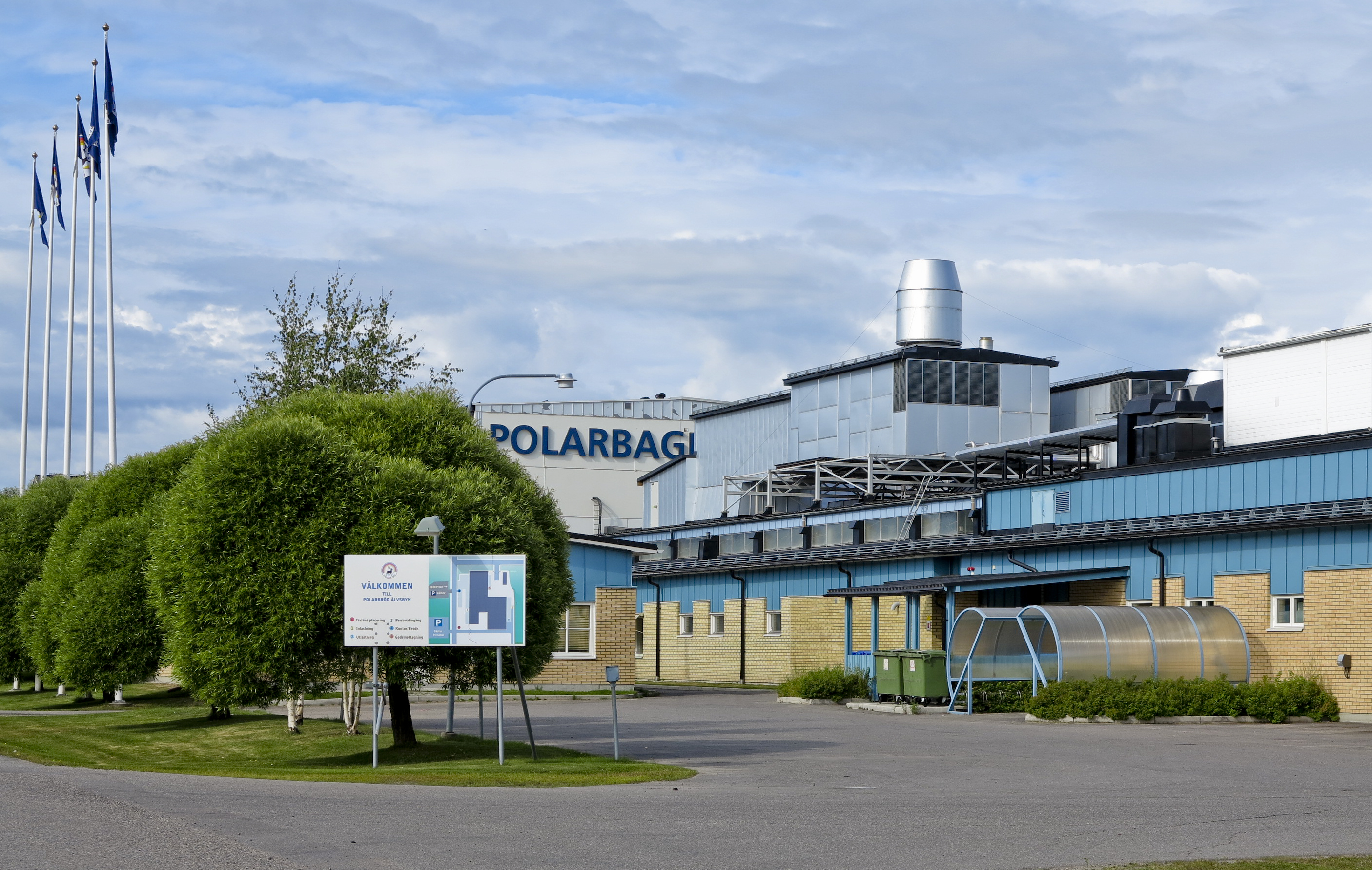
Piekarnia Polarbröd.

## Znane osoby
- Knut Lundmark, astronom
- Susanne Nyström, biegaczka narciarska
- Kjell Sundvall, reżyser